# Brevik, Värmdö kommun
Breviks gård, gods i Värmdö socken, Värmdö kommun, Stockholms län (Uppland). Gården är belägen vid Breviken på Värmdölandet.

## Historia
- Brevik är känt sedan 1543. Det brändes av danskarna under Kalmarkriget 1612.
- Gården köptes 1630 av Axel Oxenstierna som även köpte eller hade skatterätt på gårdar i omgivningen. Säteriet förblev i hans familj tills det 1683 reducerades. Därefter övertogs det av Erik Lindschöld.
- 1719 brändes godset av ryssarna. Det köptes 1730 av Arvid Dahl, adlad Psilanderhjelm, som återuppbyggde godset, ägde gårdarna Tuna, Mor, Björkvik, Strömma liksom västra Älvsala och fick frälseräntor av Nora och Fagerdala. Brevik förblev i hans släkt till 1810.
- 1837 köptes Brevik och av Kanslirådet Gustav Adolf Bruncrona som också köpte gården Mor vid nuvarande Fagerdalavägen. Sedan dess har Mors marker haft samma ägare som Breviks.
- 1900 köpte Oscar Holtermann Brevik och nybyggde alla huvudbyggnader.[1]
- Brevik och Mor, ett område med ytan 735 hektar, varav 100 hektar jordbruksmark och 370 hektar skog, köptes 1963 av Stockholms stad.[2]
- Herrgården såldes av Stockholms stad 1988 till finansmannen Peter Wallenberg.[3] Peter Wallenberg avled i januari 2015 och testamenterade herrgården till sin äldste son Jacob Wallenberg.[4]

### Strindberg
Under ett och ett halvt år 1890 till 1891 hyrde August Strindberg rum på Brevik.

## Natur
"Landskapsbilden är av typ innerskärgård, med ett slingrande och smalt dalsystem mellan bergknallar." Det finns bergspartier, sjöar och sankmarker.

### Morträsket
Våtmarken Morträsket, nära Fagerdala, har skyddsvärt djur- och växtliv. 